# 友野詳
友野詳（ともの しょう、1964年3月15日 - ）はグループSNE所属のゲームデザイナー、小説家である。大阪府出身。大阪府立大学総合科学部日本文化コース卒業。
汎用世界テーブルトークRPG『ガープス』第3版の日本版のサンプルワールドとして発表された「ルナル・サーガ」(ガープス・ルナル)、ギャグファンタジー世界「ファイブリア」、古代中国風の仙人世界「央華」、山本弘と組んで制作した現代社会に生きる妖怪を描いた「妖魔夜行」など、ゲーム・小説を中心とした作品を多数発表している。
2001年時点で日本SF作家クラブ会員だったが、2024年10月現在、クラブの会員名簿には名前がない。

## 概略
1990年代前期、角川書店より発行されていた『コンプRPG』誌（後の『ゲームクエスト』）でのガープスの展開とともに注目を集め、同中期に『ルナル・サーガ』や『妖魔夜行』シリーズでのリプレイや小説を担当している。これに先立つソード・ワールドRPGの展開においては、当時未設定であったアザーン諸島の設定を単独で作り上げ、社内の先輩メンバーに認めさせてしまうというを実績を立てている。アザーン諸島の設定は『猫の街の冒険』の誕生にも繋がっている。短編小説の分野では『瞳輝ける夜』を執筆した。
特撮番組の愛好家としても知られ、特撮番組の悪の幹部を模した著作あとがきが恒例となっている。また、自己紹介では「（目標が）600万部の男」と自称していた。また、SFファンでもあり、大学の学部を選択する際、『宇宙船ビーグル号の冒険』にちなんで「総合科学部」（同作の主人公が部長を務める部門と同名）にした、というエピソードを本人が披瀝している（なお、学部統廃合により、現在は同学部は存在しない）。
各種ゲームイベント等では独自のサービス精神を発揮することが多い。JGC1997においては突撃!ヒューマンのパロディである『執筆戦士ショウブレード』なるキャラクターを誕生させ、変身ポーズを作るなどして自ら実演した。2000年代に入ってからはJGCなどイベントの閉会式でTRPGの起源に関するホラを吹くトークを披露するのが通例であり、2007年はウィリアム・シェイクスピア、松尾芭蕉の奥の細道、2008年はアトランティス文明・ムー文明などがネタにされた。2009年のJGC2009では『製紙法・羅針盤・火薬は全てゲームのために開発された』、『ニュートンは机からダイスが落ちるのを見て万有引力の法則を発見した、アインシュタインはダイスレスTRPGを発明した』といったトークを仮面ライダーW、ナイトウィザードのパロディとも絡めて披露した。
1997年、毎日放送のラジオ番組『グーチョキパー アニゲでポン』内のコーナー「友野詳の電撃大将」にレギュラー出演。1990年代後期以降、『ドラゴンマーク』シリーズを手がけ、『ゲヘナ～アナスタシス～』や『妖怪コロキューブ』に監修・リプレイ執筆などで関わっている。

## 作品

### 小説

#### ファイブリアシリーズ
いずれも角川スニーカー文庫。
- コクーン・ワールド
  1. 黄昏に踊る冒険者
  2. 真夜中に騒ぐ冒険者
  3. 夜明けに笑う冒険者
- ティルト・ワールド
  1. 天下無敵の冒険者
  2. 縦横無尽の冒険者
  3. 天地無用の冒険者
- アビス・ワールド
  1. 冥土に羽ばたく冒険者
  2. 魔界に夢見る冒険者
  3. 奈落にときめく冒険者
- ラスト・オブ・ファイブリア かくも偉大な冒険者

ファイブリアと呼ばれる異世界を舞台としたギャグファンタジー。SNEの作品であるソード・ワールドRPG等の舞台となる世界フォーセリアのパロディでもある。

#### ルナル
七つの月のある異世界「ルナル」を舞台としたファンタジーシリーズ。
- ルナル・サーガ（角川スニーカー文庫]）
  1. 赤い瀑布
  2. 青い聖堂
  3. 黒の海流
  4. 緑の迷路
  5. 銀の深淵
  6. 白い峻嶺

タイトルの色は、ルナルの七つの月のうち「万色の彷徨いの月」を除く六つに由来。
- ルナル・サーガ完結篇（上下巻）

- ルナル・サーガ外伝（角川スニーカー文庫）
  1. 虹色の予兆
  2. 影色の追跡

- ルナル・ヒーローズ（角川スニーカー文庫）
  - <龍>を守る者

ルナル・ヒーローズは、ルナル・サーガの補完作的位置づけにある友野を含めた3名の著者による短編作品集である。あとがきにはシリーズ化を予定しているとあったが、実際には最初の1冊しか出なかった。
- ルナル・ジェネレーション（角川スニーカー文庫）
  1. 月の夜は謎を追え！
  2. バドッカの牙を折れ！
  3. 奇跡の光を探しだせ！
  4. ルナル・ジェネレーションF

ルナル・ジェネレーションはRPG版ルナル・サーガのサンプルキャラクターを主人公としたシリーズ。ザ・スニーカー誌で1990年代中期から後期に連載された。
- カルシファード青嵐記（角川スニーカー文庫）
  1. 風は吹きはじめた！
  2. 風雲の王城で
  3. 嵐をつきやぶれ！
  4. 風は砕けるか？

- カルシファード緋炎伝（角川スニーカー文庫）
  1. 炎、緑に燃ゆ
  2. 黒き焔の轟き
  3. 熱き銀の誓い
  4. 黄金の輝きを！

ルナル・サーガの舞台となったリアド大陸の辺境に位置する島国カルシファード侯国を舞台とした作品。日本の幕末時代をモデルとした世界設定となっている。カルシファード関連の企画はゲームクエスト誌の末期から開始された。同誌もタイアップした1997年8月のJGC’97においては読者参画企画「カルシファード大軍議」が行われるなどしたが、ゲームクエストが休刊となったため雑誌で展開を追うことはできなかった。
- トライ・クロスシリーズ

#### 妖魔夜行・百鬼夜翔
- 妖魔夜行シリーズ
  - 真夜中の翼
  - 真紅の闇
  - 鳩は夜に飛ぶ
  - 闇より帰りきて
  - 影と幻の宴
  - 暗き激怒の炎
  - 眠り姫は夢を見ない
  - 妖魔夜行　幻の巻
- 百鬼夜翔シリーズ
  - 夜からの招待
  - 白昼の冥路
  - 黄昏に血の花束を
  - 蒼ざめた森の怒り
  - 空から奴らがやってきた
  - 暁に散る翼
  - 黒き蟲のざわめき
  - 昏い霧に眠る街
  - 真夜中の道化師
  - 霧が閉じる黄昏
  - 霧が惑う暗夜
  - 霧が開く黎明

#### 央華封神
いずれも電撃文庫。
- 央華封神
  1. 燃える星の宿命
  2. 蒼い風のきらめき
  3. 輝ける雪嶺の彼方
  4. 打ち砕く鋼の進撃
  5. 星の扉が開くとき

- 央華封神 武争篇
  1. 雷鳴とどろく都
  2. 嘆きの声が響く空
  3. 恐れを知らぬ刃の心
  4. 白妖の奏でる凱歌
  5. 希望に燃える太陽

- 央華封神外伝 龍、蒼天に浮かぶ

- 央華列仙伝 夜明け色の絆

#### その他
- クロス・ザ・スレイヤー －黎明を喰らう闇－（ソノラマ文庫）
- 地獄へ続く夜―クロス・ザ・スレイヤー 2
- 影を啜る深淵―クロス・ザ・スレイヤー 3
- 屍を刈る光―クロス・ザ・スレイヤー 4
- 無法の牙（集英社スーパーファンタジー文庫）
- 妖人舞曲
- 夢限の都
- ドラゴンマーク（富士見ファンタジア文庫）
  - 若き竜の覚醒（めざめ）
  - 竜たちの戦場
  - 竜よ、大地に吠えよ
  - 竜が孵るとき
  - 暗闇の竜と迷宮
  - 竜は海原を燃やす
- ミラー・エイジ（グループSNEリレー小説）
  - 第4話 赤いまなざし
- シルバーレイン アーリーデイズ
- マップス・シェアードワールド2―天翔る船―（GA文庫）
  - たった一つの冴えないやり方
- グレートロード　祥星少女リクの冒険（朝日ノベルズ）
- 容赦なしっ!―ディープナイト・ランニング （スニーカーブックス・角川スニーカー文庫）
- ジョウスト！ (集英社みらい文庫) 
  - 空をつらぬけ
  - 嵐をぶちぬけ
- 妹トラップ! 外道な兄と使われ妖怪（KCG文庫）
- 魔界王子レオン （角川つばさ文庫）
  - 猫色の月と歌えないウサギ
  - なぞの壁画と魔法使いの弟子
- 貞子怪談（鈴木光司監修、角川つばさ文庫）
- クレイとフィンと夢見た手紙（MF文庫J）
- クレイとフィンと願いの手紙（MF文庫J）
- あやかし秘帖千槍組 (廣済堂文庫)
- 妖貸し狐狸合戦-あやかし秘帖千槍組2 (廣済堂文庫)
- からくり隠密影成敗（富士見新時代小説文庫）
  - 弧兵衛、推参る（こへえ、まいる）
  - 弧兵衛、策謀む (こへえ、たくらむ)
- 風穴屋旋次郎（招き猫文庫）
- ジャバウォック 真田邪忍帖（NOVEL 0）
- 八十八を三に割る 妹達のためならば天下も獲れる、かもしれない。（MF文庫J）

### テーブルトークRPG
- ガープス・ルナル（角川スニーカー文庫、角川スニーカーG文庫）
- ガープス・ルナル完全版（富士見書房）
  - 鬼面都市の冒険（角川スニーカー文庫、角川スニーカーG文庫）
  - ガープス・ルナル・モンスター（角川スニーカーG文庫）
  - 月を追うものたち
  - ルナル・サーガ・リプレイ 第1部 四姉妹篇(上) ISBN 978-4-04-461422-5
  - ルナル・サーガ・リプレイ 第1部 四姉妹篇(下) ISBN 978-4-04-461423-2
  - ルナル・サーガ・リプレイ 第2部 銀色の闇篇(上) ISBN 978-4-04-461428-7
  - ルナル・サーガ・リプレイ 第2部 銀色の闇篇(下) ISBN 978-4-04-461429-4
  - ルナル・サーガ・リプレイ 第3部 闇色の時篇(上) ISBN 978-4-04-461435-5
  - ルナル・サーガ・リプレイ 第3部 闇色の時篇(下) ISBN 978-4-04-461437-9
  - ルナル・サーガ パーフェクトコレクション ISBN 978-4-04-714514-6
小説ルナル・サーガ6巻の完結を記念した資料本。

以降は、ガープスの版権が富士見書房に移ってからのもの。物語や登場人物は角川版から引き継がれている。
  - ルナル・サーガ・リプレイ 時の狂気篇 ISBN 978-4-82-914357-5
  - ルナル・サーガ・リプレイ 魔獣の夢篇 ISBN 978-4-82-914362-9
  - ガープス・ルナル・リプレイ 青嵐の島篇(上) ISBN 978-4-82-914364-3
  - ガープス・ルナル・リプレイ 青嵐の島篇(下) ISBN 978-4-82-914365-0
  - ルナル・サーガ・リプレイ 天空の蹄篇 ISBN 978-4-82-914369-8
  - ルナル・サーガ・リプレイ 月に至る子1 ISBN 978-4-82-914373-5
  - ルナル・サーガ・リプレイ 月に至る子2 ISBN 978-4-82-914383-4
  - ルナル・サーガ・リプレイ 月に至る子3 ISBN 978-4-82-914389-6
- ガープス・ユエル
  - ユエル・サーガ・リプレイ(1) かくて宿命は刻まれた ISBN 978-4-82-914452-7
  - ユエル・サーガ・リプレイ(2) かくて秘密は語られた ISBN 978-4-82-914462-6
  - ユエル・サーガ・リプレイ(3) かくて未来は開かれた ISBN 978-4-82-914473-2
ルナルは友野の看板作品といえるシリーズである。リプレイは1990年代前期から中期にかけて、コンプRPG誌に連載され各種のサプリメントとともに角川G文庫から出版された。その後コンプRPG、ゲームクエストの休刊後は富士見ドラゴンブック作品が発表されている。コンプRPGでの連載末期には、読者からリプレイに登場したキャラクターのその後を投稿原案として受け付けるコーナーなどもあった。
ユエル・サーガは、ルナル・リプレイ完結編である「月に至る子」編の結末を受ける形で、別の大陸ジャナストラが舞台となっている。時代設定はルナルの200年以上後となっているが、ルナルのキャラクターも幾人かNPC（ノン・プレイヤー・キャラクター）として登場する（作中では明言は避けているが）。また、完全版ルールに対応している。
- 妖魔夜行（角川スニーカーG文庫）
  - 妖怪秘聞
  - 妖魔荘の怪事件
  - 戦慄のチェスゲーム
友野はコンプRPG、ゲームクエストにおいて妖魔夜行の読者投稿コーナーを担当している。ここで採用されたキャラクターは後に、リプレイにプレイヤーキャラクターとして登場している。
- 百鬼夜翔（角川スニーカー文庫、富士見書房）
- 央華封神（電撃ゲーム文庫）
  - 妖怪どもをぶっとばせ!
  - 空の果てまで飛んでいけ!
- ガープス・ドラゴンマーク（富士見書房）
- ガープス・パワーアップ（富士見書房）